# Lycée Carnot

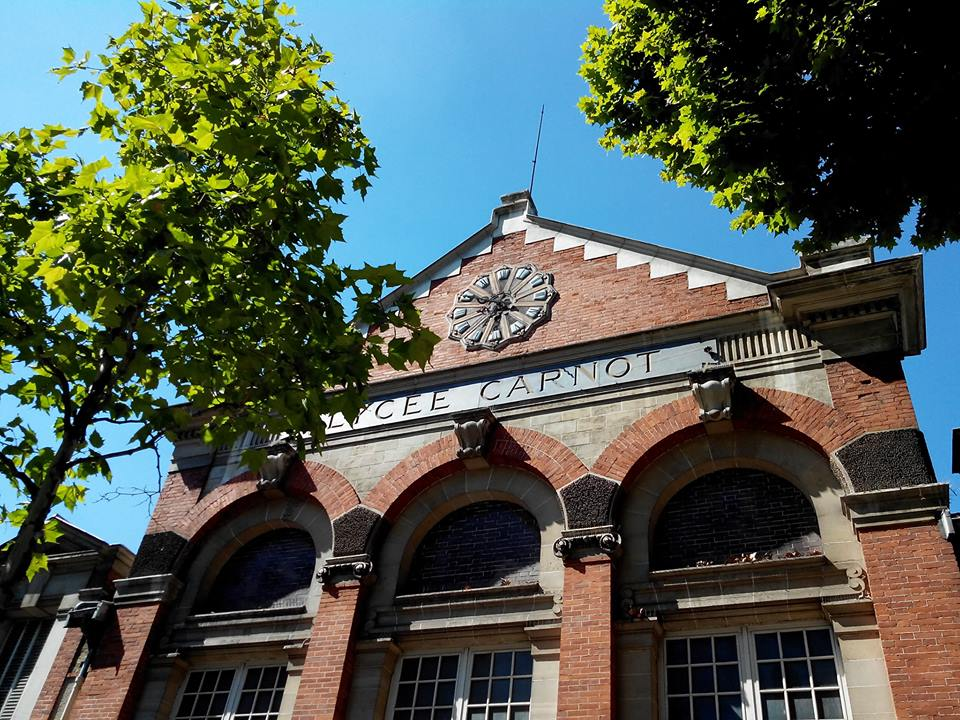
Lycée Carnot

Lycée Carnot – publiczna szkoła średnia i techniczna znajdującą się przy Boulevard Malesherbes w 17. dzielnicy Paryża we Francji. Lycée Carnot została założona w 1869 roku, początkowo nazywana École Monge i przemianowana w 1895 roku.
Lycée służyło jako miejsce kręcenia wielu filmów i często gościło pokazy mody podczas Paris Fashion Week. Sercem budynku jest duża sala o wymiarach 80 na 30 metrów ze szklanym dachem osadzonym na metalowej konstrukcji zaprojektowanej przez Gustawa Eiffla.

## Znani absolwenci
- Cyril Abiteboul, francuski dyrektor zarządzający w Renault F1
- Jacques Chirac, francuski polityk
- Robert Fossier, historyk francuski specjalizujący się w historii średniowiecza (na Zachodzie)